# Micro-informatique

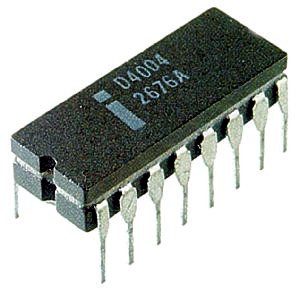
Le microprocesseur Intel 4004, sorti en 1971, ouvre la voie à la micro-informatique

La micro-informatique comprend le matériel en rapport avec les ordinateurs personnels. Ce dernier terme fut introduit par les développeurs du Micral (REE), pour désigner dans leurs brevets le premier ordinateur ayant un microprocesseur comme unité centrale[réf. nécessaire], possibilité ouverte par les progrès en matière de circuits intégrés.
Le préfixe micro- tient au fait qu'à cette époque, il existait déjà depuis les années 1940 des ordinateurs centraux qui tenaient dans de vastes salles machines et à partir de 1965 des mini-ordinateurs. Ce préfixe évoque le microprocesseur, au cœur de la création et de la commercialisation de micro-ordinateurs.
Dans le contexte de l'époque, la désignation du micro-ordinateur sous l'appellation « ordinateur personnel » est à ce titre très précise. En effet, l'ensemble du micro-ordinateur, c'est-à-dire l'unité processeur, la console clavier-écran et ses unités périphériques (disques, imprimante), tenait sur une table et n'était à la disposition que d'un utilisateur à la fois. En France, au début des années 1980, le terme « ordinateur individuel » était aussi employé ; c'est d'ailleurs resté comme titre d'un magazine informatique.
Depuis la fin des années 1970 jusqu'au début du XXIe siècle, la micro-informatique a eu pour effet d'introduire l'informatique dans les petites et moyennes entreprises comme chez les particuliers. Cette démocratisation aurait été considérablement ralentie si IBM avait breveté les composants de son Personal Computer. En effet, l'apparition de machines compatibles facilement extensibles et le marché de masse ont permis d'avoir des composants génériques toujours plus puissants et bon marché. Cela a précipité la fin des ordinateurs centraux et des mini-ordinateurs qui sont remplacés par des fermes de serveurs voire par des grilles de calcul massivement parallèles ; et enfin cela a souvent permis l'éclosion d'une industrie locale du logiciel dont la société Microsoft est le plus bel exemple.

## La micro-informatique et le «PC»
Depuis la reprise du terme « Personal Computer » (ordinateur personnel) par IBM comme nom de son premier micro-ordinateur et du succès qui s'est ensuivi via la démocratisation de ce modèle par des modèles compatibles, le terme est dévoyé puisque de nos jours, un « PC » est uniquement assimilé à un ordinateur dans la lignée du modèle d'IBM et la plupart du temps fonctionnant avec Microsoft Windows ; cela alors que le terme recouvre en fait tous les micro-ordinateurs allant du R2E Micral à l'Apple Macintosh. Mais la part de marché des compatibles PC est devenue au fil du temps tellement importante qu'il s'en faut peu de pouvoir dire qu'un ordinateur personnel est forcément un PC.

## Dans l'histoire

### Micro-ordinateurs ayant marqué leur temps
- Professionnel
  - 1972
    - R2E Micral (Intel 8008)

  - 1981
    - IBM PC (Intel 8088/4,77, 16 ko, monochrome)

  - 1986
    - Compaq DeskPro 386 (Intel 80386/16, 640 ko, couleur)

  - 1987
    - Compaq Portable III (Intel 80286/12, 640 ko, couleur)

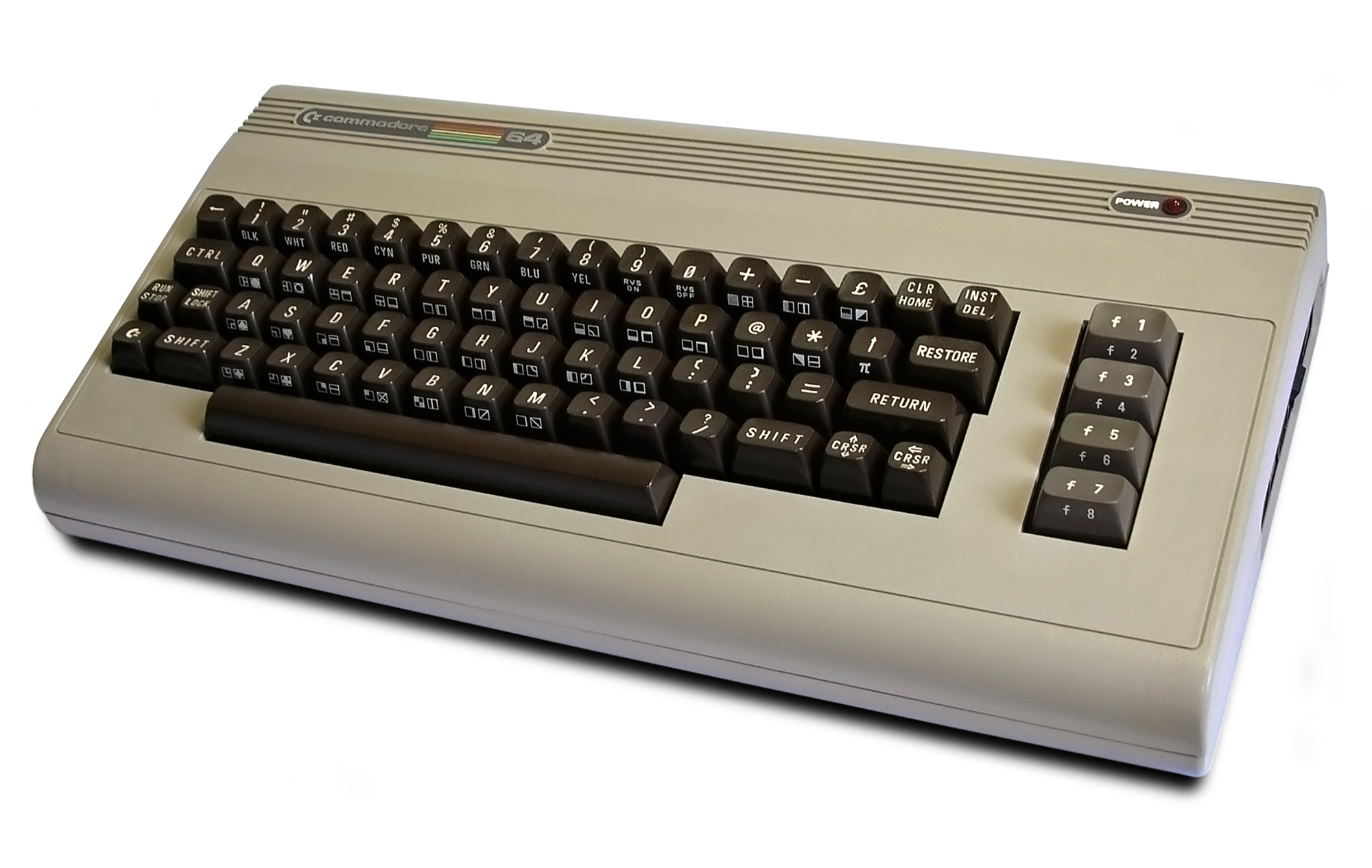
Le modèle Commodore 64, meilleure vente d'ordinateurs personnels de tous les temps (17 millions d'unités vendues)

- Semi-professionnels et domestiques
  - 1977
    - Apple II (6502/1, 4 ko, couleurs)
    - Commodore PET (6502/1, 4 ko, monochrome)
    - Tandy TRS-80 (Z80/1,77, 4 ko, monochrome)

  - 1980
    - Commodore VIC-20 (6502/1, 4 ko, couleur)

  - 1982
    - Commodore 64 (6510/~1, 64 ko, couleur)
    - Thomson TO7 (Motorola 6809, 32 ko, couleur)

  - 1983
    - Oric 1 (6502/1, 48 ko, couleur)
    - Sinclair Spectrum (Z80, 48 ko, couleur)

  - 1984
    - Amstrad CPC 464 (Z80A/4, 64 ko, couleur)
    - Macintosh 128K (Motorola 68000, 128 ko, monochrome)

  - 1985
    - Atari 520 ST (MC68000/8, 512 ko, couleur)
    - Commodore Amiga 500 (MC68000/7+, 512 ko, couleur)

  - 1986
    - Atari 1040 STf (MC68000/8, 1 Mo, couleur)
    - Oric Telestrat (6502A/1, 64 ko, couleur)

### Imprimantes ayant marqué leur temps
- 1984
  - Epson RX/LX80 (9 aiguilles à ruban, monochrome)
  - Seikosha GP100 (9 aiguilles à ruban, monochrome)
- 1985
  - Apple LaserWriter (Laser 300 dpi, monochrome, 8 pages par minute (ppm), PostScript)[1],[2]
- 1988
  - HP LaserJet II (Laser 300 dpi, monochrome, 2 pages par minute (ppm) )
- 1989
  - HP Deskjet 500 (Jet d'encre 300 dpi, monochrome, 2 ppm, PCL 3)
- 1990
  - HP Laserjet III (Laser 300 dpi, monochrome, 8 ppm, PCL 3)
- 1992
  - HP Laserjet IV (Laser 600 dpi, monochrome, 8 ppm)
- 1995
  - HP Laserjet V (Laser 600 dpi, monochrome, 16 ppm)

### Cartes d'extension ayant marqué leur temps
- Apple II
  - Carte graphique couleur « Chat Mauve »
  - Carte processeur Z80 SoftCard, dite « carte CP/M » de Microsoft (1983)
- Compatibles PC
  - Carte son Ad Lib de Personal Computer System (1987)
  - Carte son SoundBlaster 2.0 de Creative Labs (1991)
  - Carte son SoundBlaster 16 de Creative Labs (1992)
  - Carte fille SB16 synthétiseur MIDI WaveBlaster de Creative Labs (1993)
  - Carte réseau EtherLink III 10bT de 3Com

## La micro-informatique et l'avenir
L'arrivée du réseau Internet a permis de désenclaver les ordinateurs personnels en les faisant communiquer et en offrant énormément de nouveaux services à leurs propriétaires. Tant et si bien que certains appareils autrefois autonomes sont devenus des périphériques naturels, la numérisation des formats aidant (photographie, vidéo ou baladeurs musicaux). Cependant, il faut reconnaître que le marché se modifie subtilement puisque l'informatique personnelle se niche à présent dans de nombreuses machines qui en étaient jadis dépourvues telles le téléphone ou la voiture.
De plus en plus d'applications ne sont plus hébergées mais téléchargées à la demande sur la machine cliente voire ne tournent carrément plus dessus mais sur un serveur distant.
La devise de la société Sun Microsystem a longtemps été « l'ordinateur, c'est le réseau » et il semble bien qu'on s'y achemine doucement. Cependant, face aux possibles dérives oligarchiques des sociétés du réseau des réseaux, le micro-ordinateur classique reste un pilier de la liberté individuelle pour peu qu'on sache s'en servir.

## La micro-informatique dans le langage familier
Micro-ordinateurun « micro » ou un « ordi », ce dernier terme étant prévalent depuis l'entrée dans le 3e millénaire.
Compatible PCun « PC ».
Apple Macintoshun « Mac ».